# 东平烈士陵园
东平烈士陵园位于山东省东平县大清河北岸，为县级重点文物保护单位。
1958年春，东平烈士陵园始建，陵园总面积15亩。其主体建筑为烈士纪念堂。1985年，列为东平县文物保护单位。至1999年，埋葬着在抗日战争、第二次国共内战、朝鲜战争、中越战争等战争中阵亡的士兵以及其他烈士共计1263人。